# Angelo Pietro Maffezzoli
Angelo Pietro Maffezzoli (Bergamo, 16 agosto 1908 – Cagliari, ...) è stato un calciatore italiano, di ruolo attaccante.